# Fernanda Pivano
Fernanda Pivano (ur. 18 lipca 1917 w Genui, zm. 18 sierpnia 2009 w Mediolanie) – włoska pisarka, eseistka, dziennikarka, tłumaczka i krytyczka.

## Biografia
Ukończyła studia na Uniwersytecie Turyńskim. W Turynie rozpoczęła działalność literacką pod kierunkiem Cesarego Pavesego, redagując pierwsze włoskie tłumaczenie Antologii Spoon River Edgara Lee Mastersa (1943, 1947). Była propagatorką oraz główną interpretatorką współczesnej literatury amerykańskiej, konsultantką redakcyjną i  tłumaczką (William Faulkner, Francis Scott Fitzgerald, Ernest Hemingway, Thornton Wilder). W szczególności zajmowała się upowszechnianiem i tłumaczeniem dzieł autorów Beat Generation (Gregory Corso, William S. Burroughs, Lawrence Ferlinghetti, Allen Ginsberg, Jack Kerouac). Była jedną z promotorek minimalizmu lat 80. XX w. (David Leavitt, Jay McInerney). W 2008 r. ukazały się jej pamiętniki z lat 1971–1973; drugi ich tom z lat 1974–2009 wydany został pośmiertnie w 2010 r. Od 1992 r. członkini honorowa Akademii Brera. Za swoją pracę otrzymała liczne nagrody i wyróżnienia, m.in. Nagrodę Grinzane Cavour (2003).